# Pervomaïski (raïon de Korkino)
Pour les articles homonymes, voir Pervomaïsk.
Pour l’article ayant un titre homophone, voir Pervomaïski (Transbaïkalie).
Pervomaïski (en russe : Первомайский, ce qui signifie du Premier mai) est une commune urbaine de Russie située dans l’oblast de Tcheliabinsk. Sa population était estimée à 10 880 habitants au 1er janvier 2013 et à 9 691 habitants en 2021.

## Géographie
Pervomaïski est située dans le sud de la région de l’Oural, à 35 km au sud-ouest de Tcheliabinsk et à 13 km à l’ouest de Korkino.

## Population
Recensements (*) ou estimations de la population
| 1959  | 1970   | 1989   | 2002*  | 2006   |
| ----- | ------ | ------ | ------ | ------ |
| 8 713 | 10 670 | 10 101 | 10 759 | 11 083 |

| 2009   | 2010*  | 2013   | 2016   | 2019   |
| ------ | ------ | ------ | ------ | ------ |
| 10 550 | 10 645 | 10 880 | 11 066 | 10 583 |

| 2021  | - | - | - | - |
| ----- | - | - | - | - |
| 9 691 | - | - | - | - |

## Économie
Plusieurs usines de ciment sont installées à Pervomaïski. Le village possède une cimenterie de la société SLK Tsement, une usine de produits en amiante-ciment, Asboremont LLC, ACEID LLC et d'autres entreprises, à des degrés divers liés aux activités de construction et au travail d'une cimenterie en particulier. Il existe trois magasins de la chaîne de magasins Magnit, trois magasins de la chaîne de magasins Piaterotchka et un certain nombre d'autres magasins de diverses spécialisations.

## Enseignement et culture
Pervomaïski dispose de quatre jardins d'enfants, de deux écoles et d'un collège secondaire technique.
Il y a aussi une maison de la culture, dans laquelle se trouvent divers groupes créatifs, à la fois musicaux et chorégraphiques. Le nombre d'établissements d'enseignement supplémentaires comprend également la Maison des écoliers, dans laquelle, comme dans la Maison de la culture, il existe une grande variété de cercles et de sections, allant des sports et de la danse au théâtre et aux arts appliqués. Il y a une bibliothèque, sur la base de laquelle l'association littéraire locale Nadejda travaille depuis dix ans. Depuis 2021, le festival de poésie en ligne CMZ-FEST se tient sur le réseau social VK.

## Sport
Le stade central du village accueille des journées de sports d'été et d'hiver pour les scolaires et les adultes.